# Antje Wilkenloh

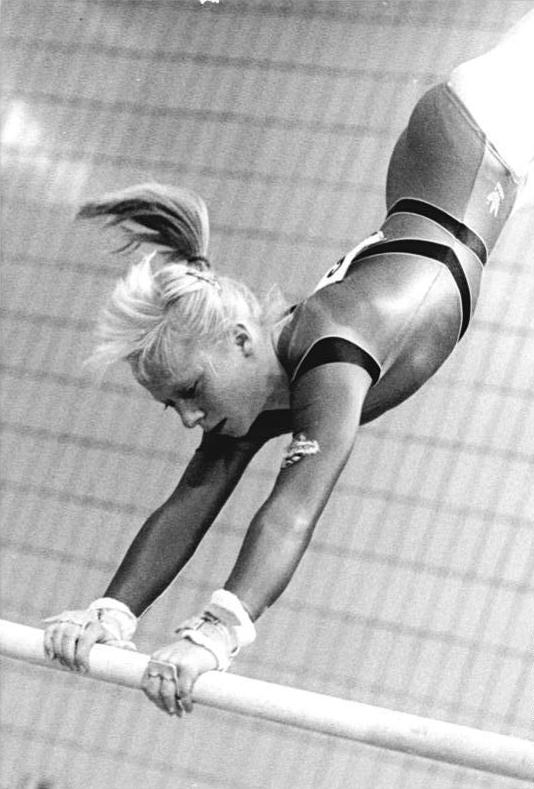
Antje Wilkenloh am Stufenbarren. DDR-Meisterschaften 1989 in Chemnitz

Antje Wilkenloh (* 6. Juni 1972) ist eine ehemalige Kunstturnerin und war 1989 die letzte Mehrkampf-Meisterin der DDR.

## Karriere
Antje Wilkenloh begann ihre Karriere im Turnzentrum des Fischkombinats Rostock. Mit neun Jahren belegte sie im Pferdsprung den 1. Platz bei der VIII. Kinder- und Jugendspartakiade und wurde zum Leistungstraining zum Sportclub Empor Rostock delegiert.
In der Folge feierte sie Erfolge bei nationalen und internationalen Wettkämpfen und wurde bei den letzten Meisterschaften der DDR 1989 vierfache Meisterin.
Durch das harte Training und zahlreiche Verletzungen, die aufgrund der Erfolgserwartungen der DDR-Sportfunktionäre nicht ausgeheilt werden konnten, wurde Wilkenloh bereits 1990 sportbedingt Frührentnerin. Sie erhielt eine einmalige Entschädigung von 12.000 DDR-Mark.

## Erfolge

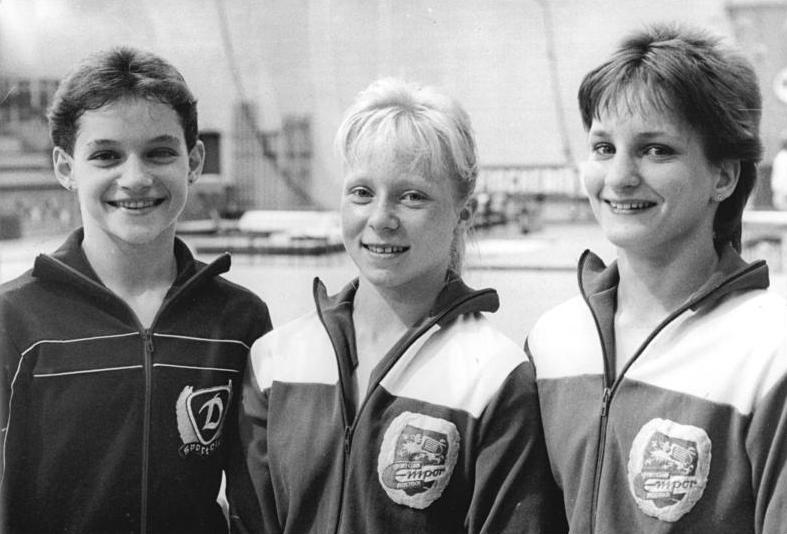
Antje Wilkenloh (Mitte) mit Diana Schröder und Bärbel Wielgoß

- 1987: 2. Platz DDR-Meisterschaft (Boden, Pferdsprung, Schwebebalken)
- 1989: DDR-Meisterin (Mehrkampf, Pferdsprung, Stufenbarren, Schwebebalken)
- 1989: 8. Platz Europameisterschaften (Mehrkampf)